# Chrysococcyx xanthorhynchus
Il cuculo viola o cuculo violetto (Chrysococcyx xanthorhynchus Horsfield, 1821) è un uccello della famiglia Cuculidae.

## Distribuzione e habitat
Questo uccello vive in India, Cina, Bhutan, Bangladesh, Myanmar, Laos, Thailandia, Vietnam, Malaysia, Filippine, Singapore, Brunei e Indonesia. È di passo in Cambogia.

## Tassonomia
Chrysococcyx xanthorhynchus ha due sottospecie:
- Chrysococcyx xanthorhynchus xanthorhynchus
- Chrysococcyx xanthorhynchus amethystinus